# 성송면
성송면(星松面)은 대한민국 전북특별자치도 고창군의 면이다.

## 개요
성송면은 고창군에서 가장 면세가 작고 인구가 적은 면이다. 성송면 황토땅에서 생산되는 땅콩과 고구마는 고품질의 맛을 가지고 있다.

## 행정 구역

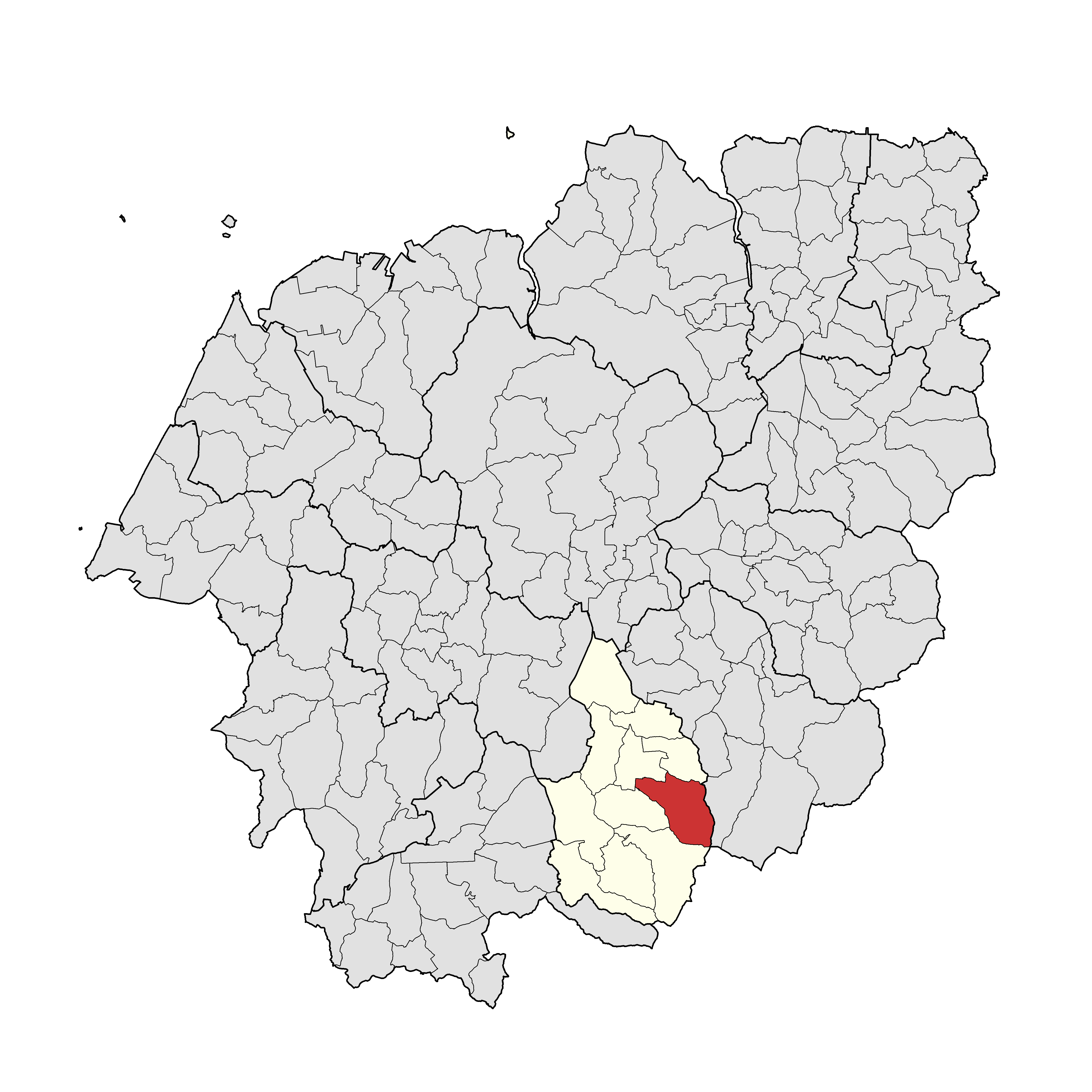
계당리
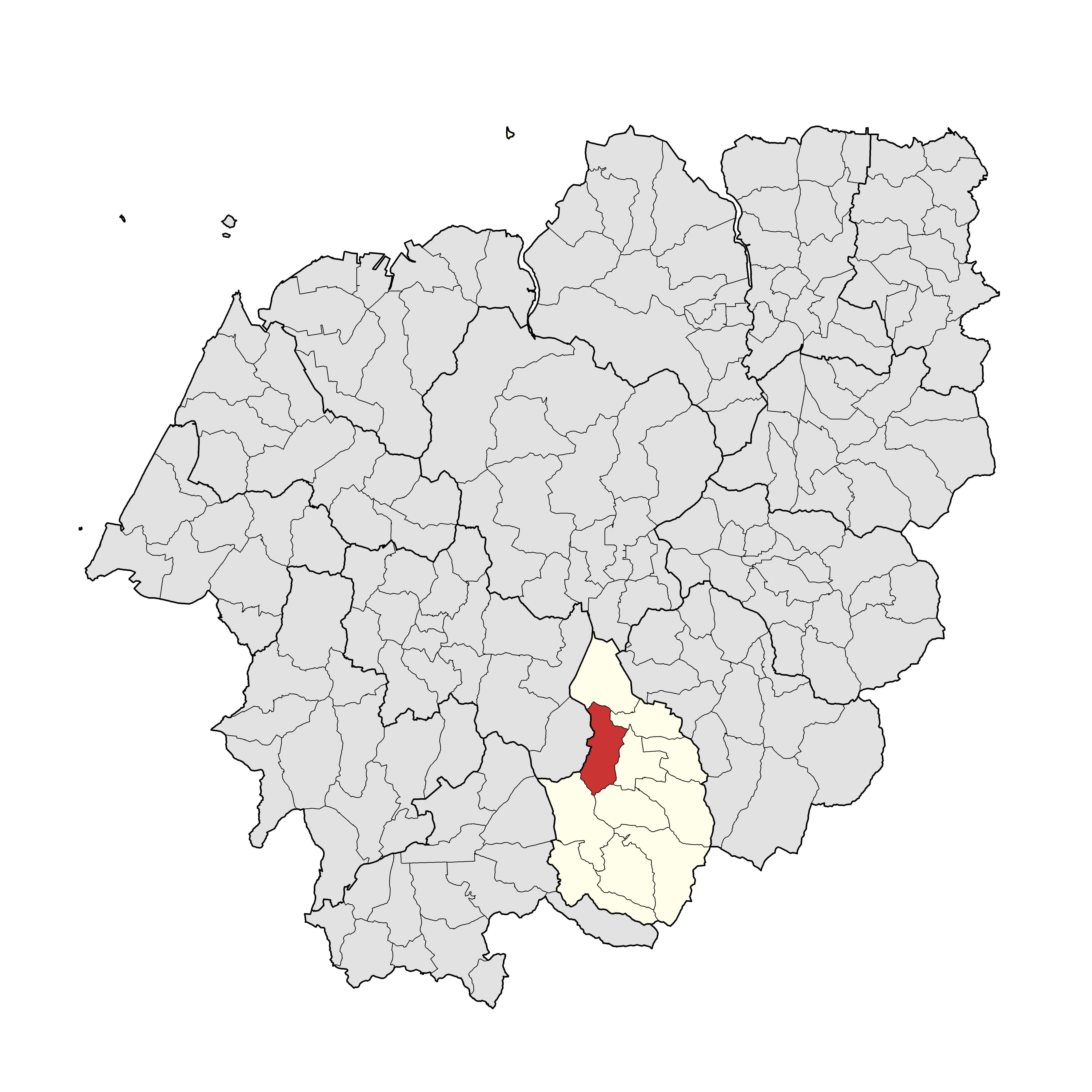
괴치리
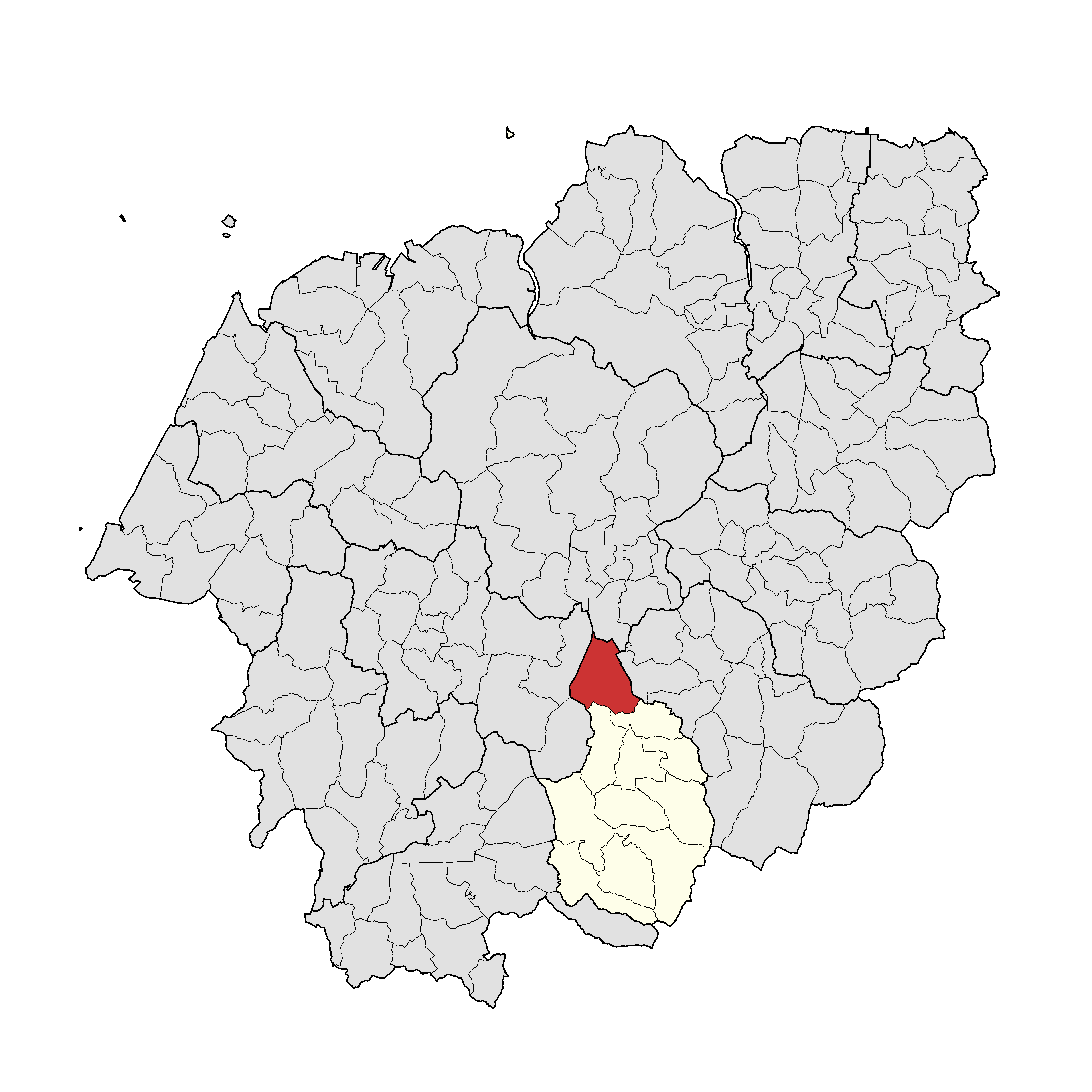
낙양리
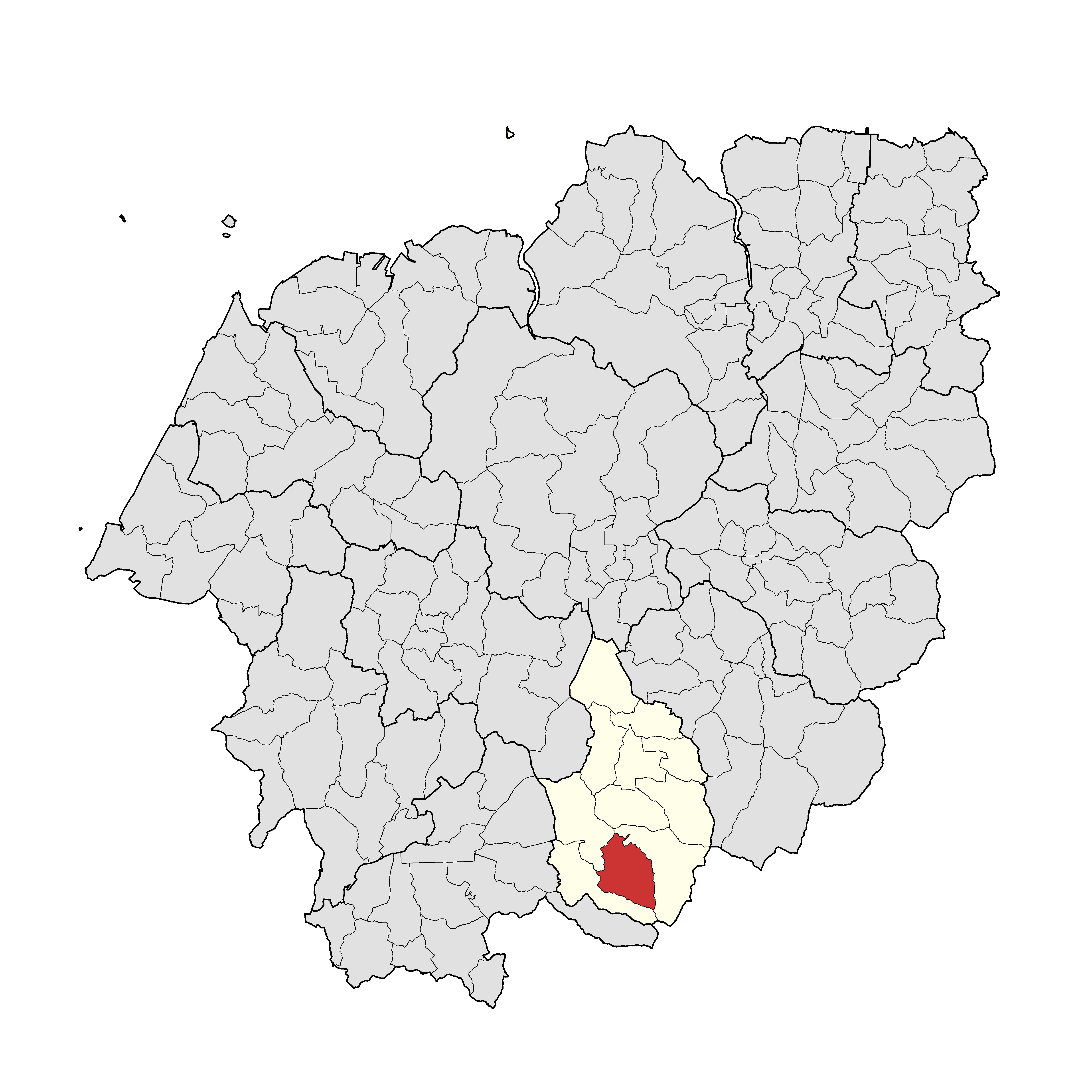
무송리
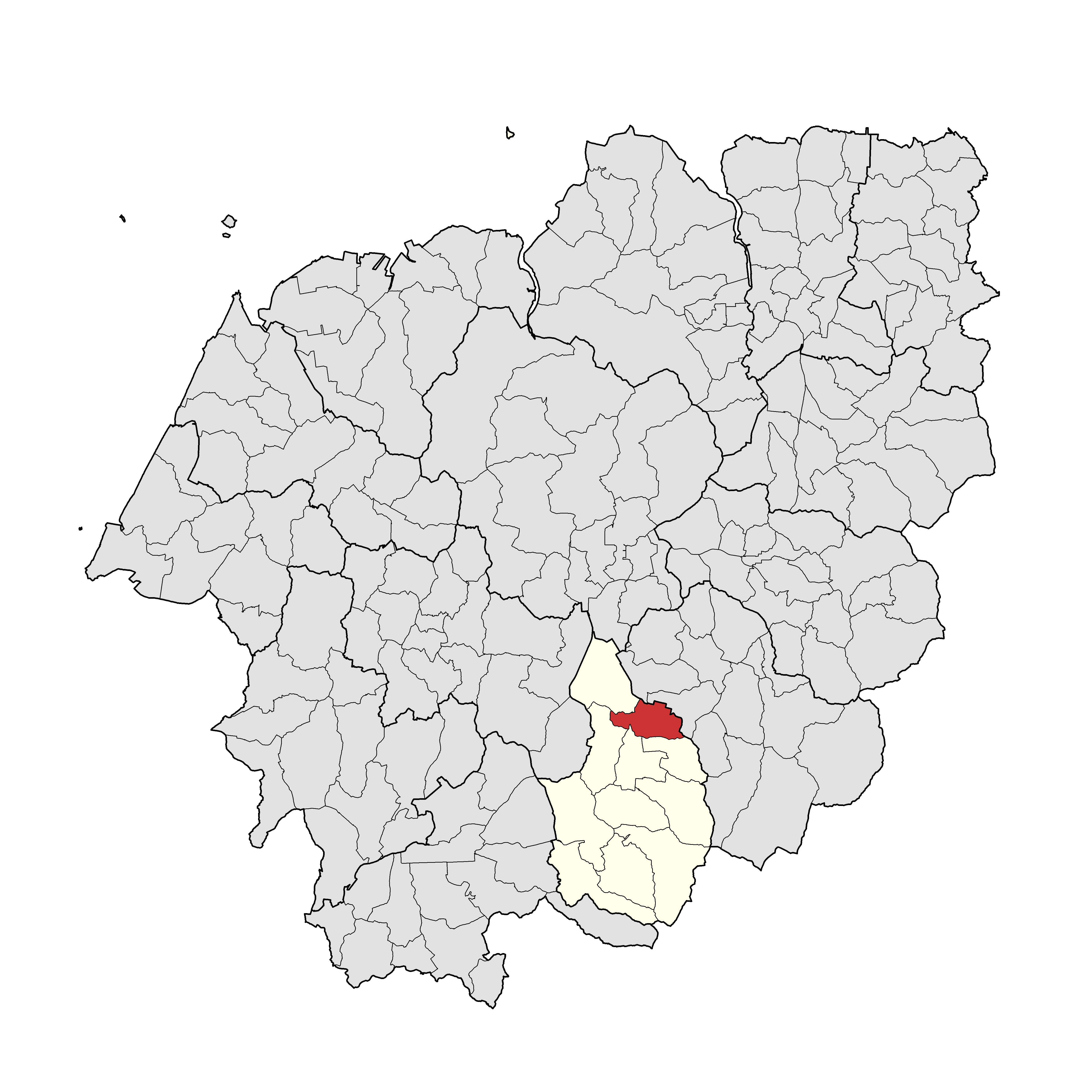
사내리
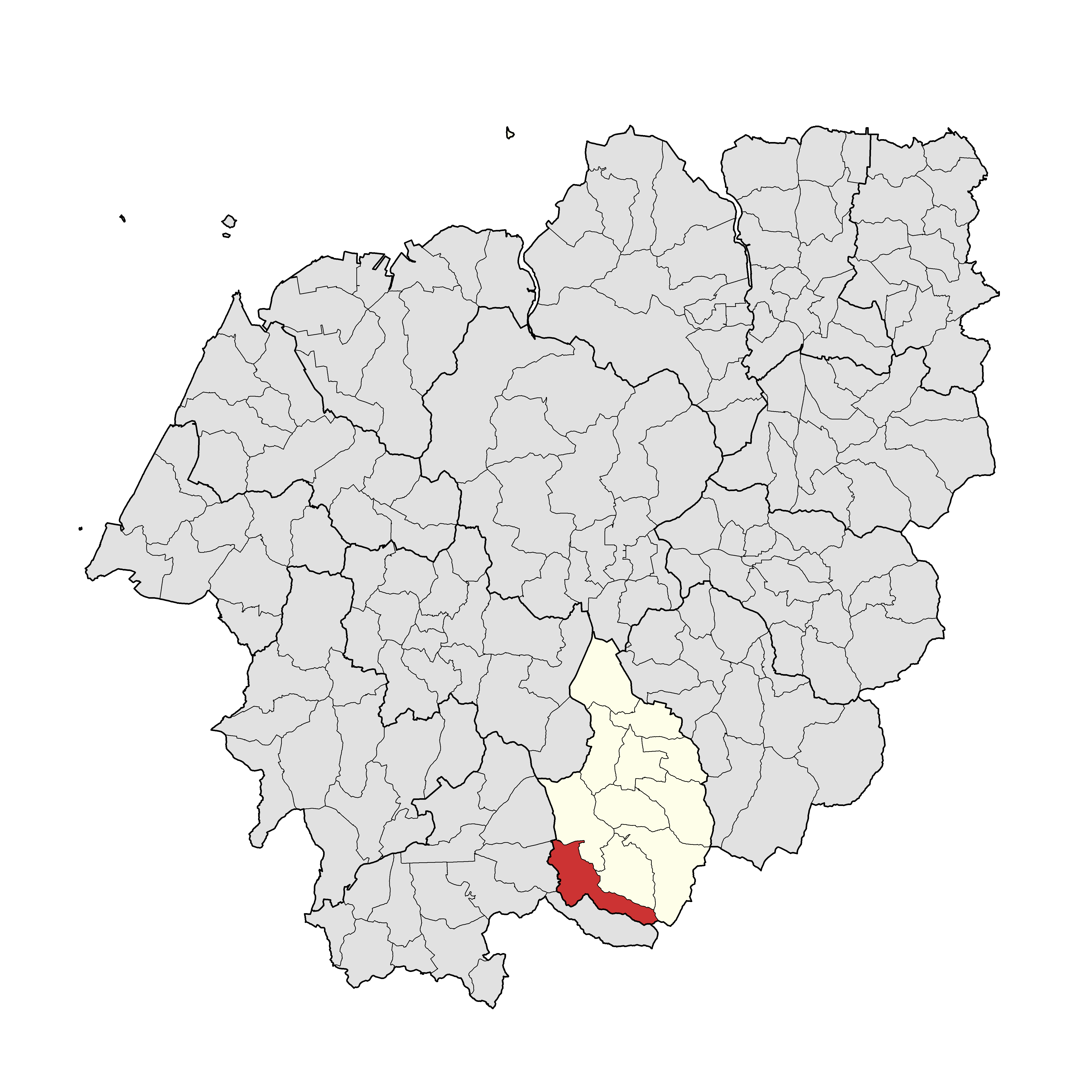
산수리
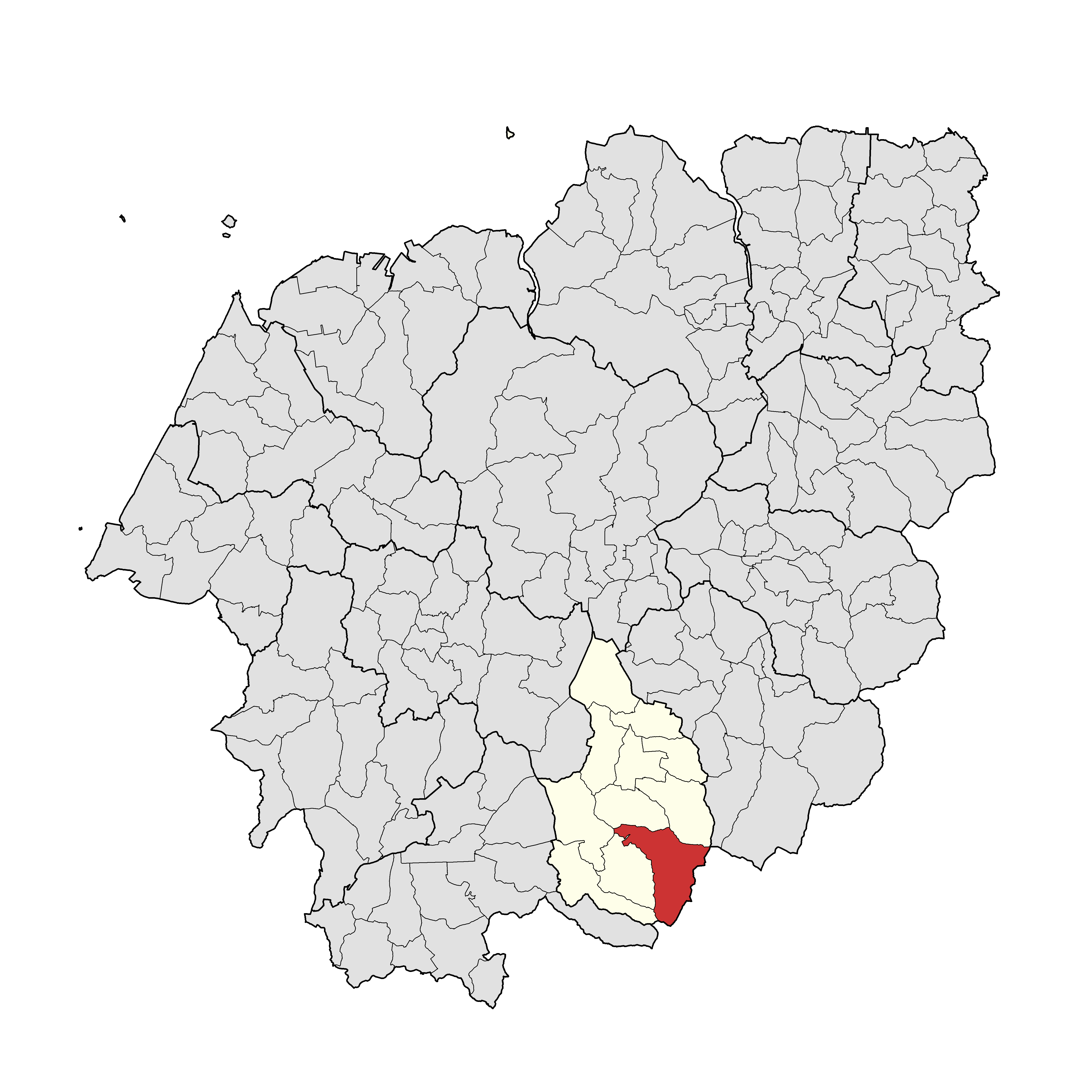
암치리
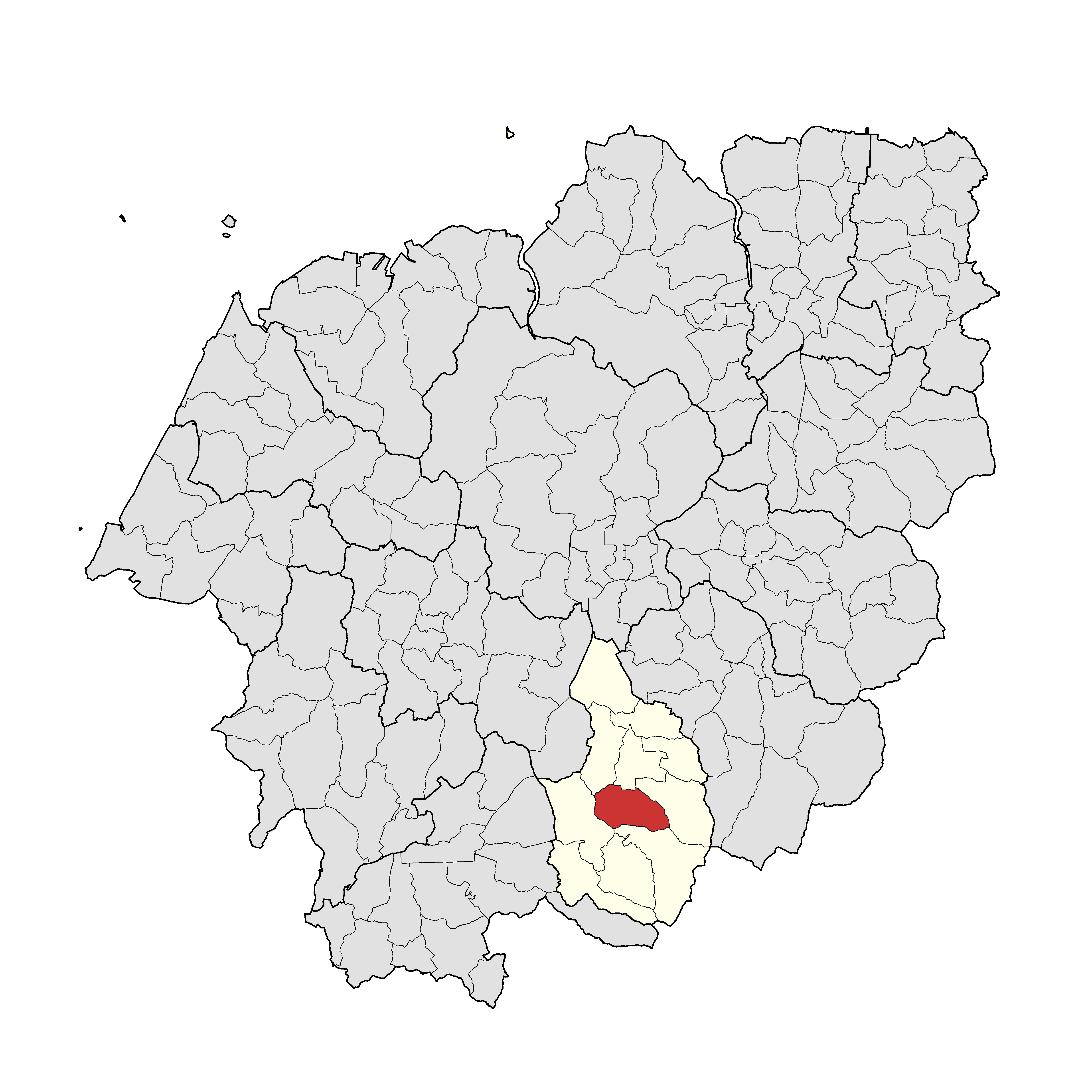
판정리
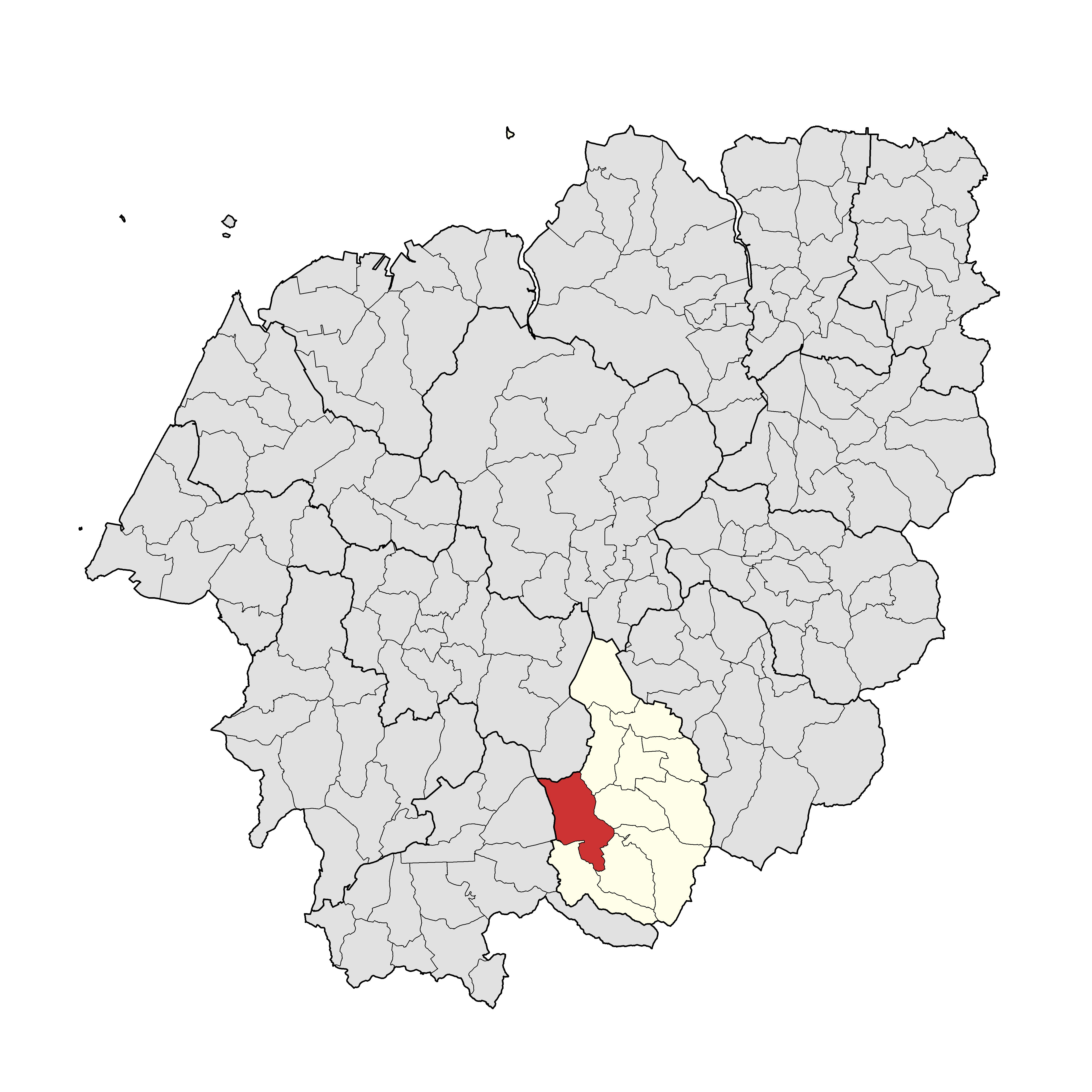
하고리
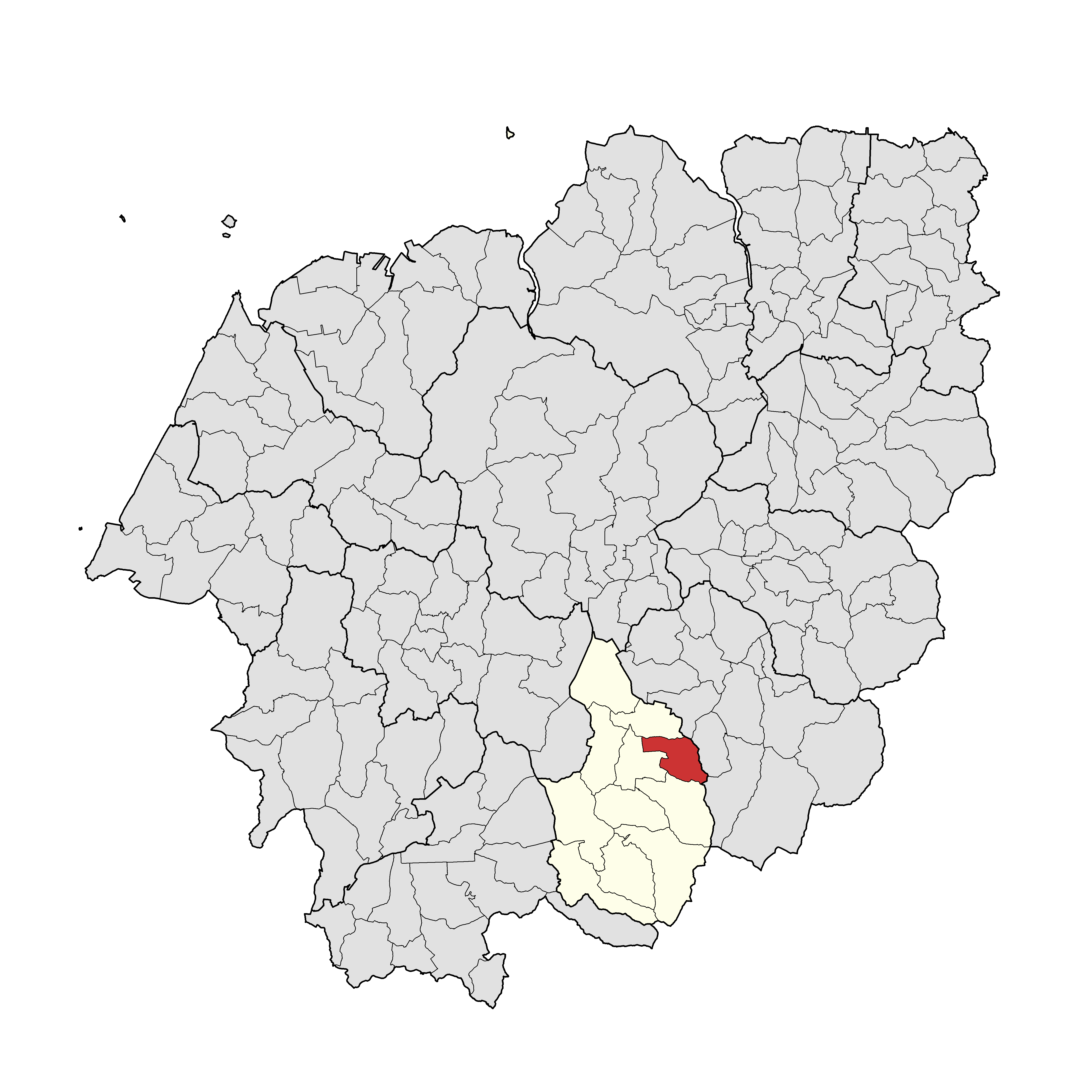
학천리
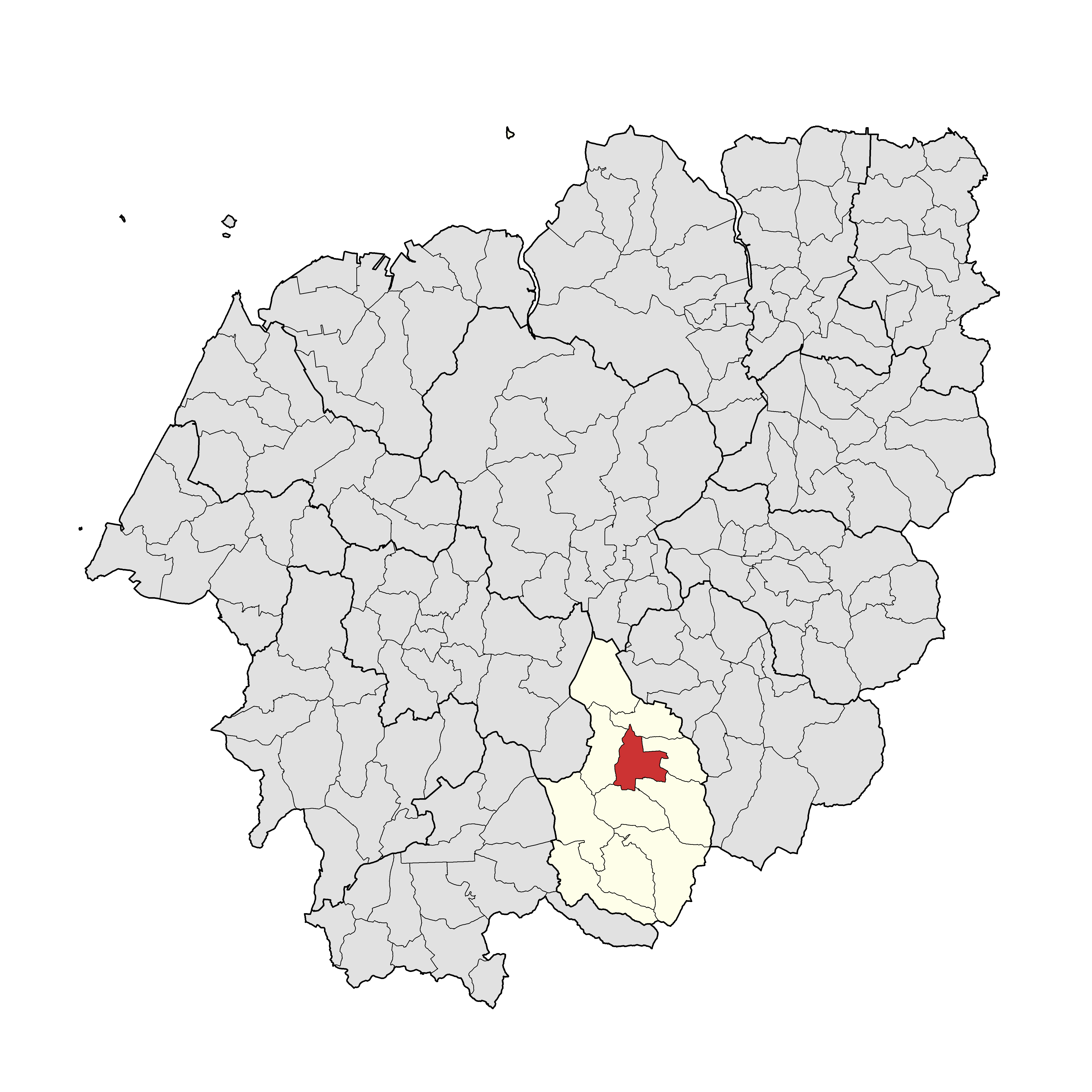
향산리

## 교육
- 성송초등학교
- 고창남중학교